# Tannsjön (Brattfors socken, Värmland)
Tannsjön är en sjö i Filipstads kommun i Värmland och ingår i Göta älvs huvudavrinningsområde. Sjön är 16,5 meter djup, har en yta på 0,557 kvadratkilometer och befinner sig 236,3 meter över havet. Sjön avvattnas av vattendraget Tannsjöälven.

## Delavrinningsområde
Tannsjön ingår i det delavrinningsområde (663049-139653) som SMHI kallar för Utloppet av Tannsjön. Medelhöjden är 272 meter över havet och ytan är 9,56 kvadratkilometer. Det finns inga avrinningsområden uppströms utan avrinningsområdet är högsta punkten. Tannsjöälven som avvattnar avrinningsområdet har biflödesordning 4, vilket innebär att vattnet flödar genom totalt 4 vattendrag innan det når havet efter 390 kilometer. Avrinningsområdet består mestadels av skog (77 procent). Avrinningsområdet har 0,94 kvadratkilometer vattenytor vilket ger det en sjöprocent på 9,8 procent.